# Alchemilla compta
Alchemilla compta är en rosväxtart som beskrevs av Robert Buser. Alchemilla compta ingår i släktet daggkåpor, och familjen rosväxter. Inga underarter finns listade i Catalogue of Life.